# Тыщ-Ты-Тыщ
«Тыщ-Ты-Тыщ» — дебютный музыкальный альбом Василия Уриевского, вышедший в 2014 году.

## История
Продюсерами альбома выступили бывший директор группы Uma2rmaH Рустем Нуриев и Леонид Бурлаков, продюсирующий Земфиру, группы Мумий Тролль и Братья Грим. Альбом стал доступен не только в CD-формате, но и на различных музыкальных Интернет-площадках (iTunes, Яндекс.Музыка, Google Play и др.).

## О песнях
Альбом содержит 11 треков, на 5 из которых: «Штучка», «Песня ни о чём», «Не супер», «Жизнь после свадьбы» и «Самый лучший начальник» — на официальном YouTube-канале Василия Уриевского были опубликованы видеоклипы. Альбом неоднороден по настроению: «Жизнь после свадьбы» лирична, «Тыщ-Ты-Тыщ» — метания между риском и самоуничтожением, «Штучка» — беззаботные кривляния. Центральной композицией альбома стала «Песня ни о чём», которая является утопично идеальным описание никчёмной жизни.

## Критика
Алексей Мажаев сравнивает альбом с ранним творчеством группы Uma2rmaH. При этом критик отмечает сжатость круга проблем, поднятых исполнителем — офисное рабство и семейный быт. Мажаев указывает на отсутствие цельности, альбом, по его мнению, представляет собой разрозненные, ничем не связанные фрагменты. Это сопоставляется с гаммой чувств, которые переживает слушатель:

…по ходу прослушивания дебютного альбома можно испытать всю гамму различных чувств — успеть в артиста влюбиться, испытать разочарование и уйти от него с лёгкой неприязнью.
Несмотря на это, критик высоко оценивает злободневность «Песни ни о чём». Он отмечает остроумность и точность текста, юмор без «надрыва и пошлости».

## Список композиций
| №                   | Название                 | Длительность |
| ------------------- | ------------------------ | ------------ |
| 1.                  | «Песня ни о чём»         | 4:08         |
| 2.                  | «Жизнь после свадьбы»    | 3:55         |
| 3.                  | «Фотографы и музыканты»  | 3:45         |
| 4.                  | «Тыщ-Ты-Тыщ»             | 3:42         |
| 5.                  | «Не супер»               | 3:46         |
| 6.                  | «Штучка»                 | 1:45         |
| 7.                  | «Я больше не буду»       | 4:22         |
| 8.                  | «Удивительное рядом»     | 2:43         |
| 9.                  | «Самый лучший начальник» | 3:24         |
| 10.                 | «Улыбайтесь чаще»        | 3:58         |
| 11.                 | «Я пришёл на эту землю»  | 3:00         |
| Общая длительность: | Общая длительность:      | 38:28        |

## Участники записи
- Василий Уриевский
- Михаил Гардин